# EUROSAI
EUROSAI ist die Abkürzung für Europäische Organisation der Obersten Rechnungskontrollbehörden (European Organization of Supreme Audit Institutions). Sie ist eine der Regionalen Arbeitsgruppen der Internationalen Organisation der Obersten Rechnungskontrollbehörden (INTOSAI), eine autonome, unabhängige und unpolitische Organisation mit 191 Vollmitgliedern und 4 assoziierten Mitgliedern. INTOSAI ist eine nichtstaatliche Organisation mit speziellem Status zum Wirtschafts- und Sozialrat (ECOSOC) der Vereinten Nationen.

## Entstehung
EUROSAI wurde 1990 mit 30 Mitgliedern (die ORKB von 29 europäischen Staaten und der Europäische Rechnungshof) gegründet. Heute beläuft sich die Mitgliederanzahl auf 50 ORKB (die von 49 europäischen Staaten und der Europäische Rechnungshof).
Auch wenn die EUROSAI die jüngste Organisation der Regionalgruppen der INTOSAI ist, so war die Idee ihrer Etablierung schon zum Zeitpunkt der INTOSAI-Gründung im Jahr 1953 vorgesehen. Die ersten wirksamen Schritte wurden 1974, auf dem VIII. INTOSAI-Kongress in Madrid (1974), in Angriff genommen. Zwischen 1975 und 1989 ebneten die ORKB Italiens und Spaniens über das Kontaktkomitee der Präsidenten der ORKB der Europäischen Wirtschaftsunion den Weg zur Konstituierung der EUROSAI und bereiteten die ersten Konzepte ihrer Satzung vor. Im Juni 1989 billigte der XIII. INTOSAI-Kongress, der in Berlin stattfand, die Berliner Deklaration zur Gründung einer europäischen Organisation der ORKB.
Im November 1990 fand in Madrid (Spanien) die Gründungskonferenz und der I. EUROSAI-Kongress statt. Auf diesem wurde ihr erster Präsident und das Präsidium gewählt, die Satzung debattiert und gebilligt und der ständige Sitz und das Generalsekretariat festgelegt.

## Aufgaben
Die Organisation hat sich gemäß Artikel 1 ihrer Satzung zum Ziel gestellt, die professionelle Zusammenarbeit zwischen den ORKB zu fördern, den Informations- und Dokumentenaustausch anzuregen, in der Analyse der Rechnungsprüfung des öffentlichen Sektors voranzuschreiten, die Schaffung von Universitätslehrstühlen dieses Gebietes zu fördern und im Sinne der Terminologieharmonisierung auf dem Gebiet der öffentlichen Rechnungsprüfung zu arbeiten.

## Organe
Die Organisation besteht aus dem Kongress, dem Präsidium und dem Sekretariat.

### Kongress

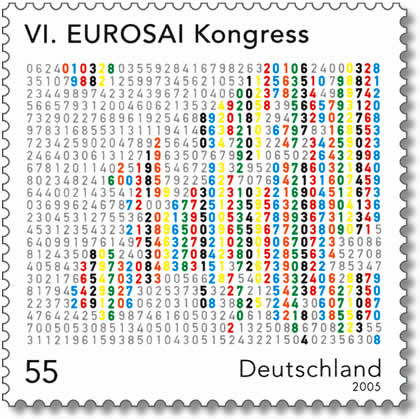
Deutsche Briefmarke von 2005 zum VI. Kongress in Bonn

Der Kongress ist gemäß der Satzung das höchste Organ der EUROSAI und setzt sich aus allen Mitgliedern der Organisation zusammen und wird alle drei Jahre einberufen. Bisher fanden folgende Kongresse statt:
- Gründungskongress 1990 in Madrid (Spanien)
- 1993 Stockholm (Schweden)
- 1996 in Prag (Tschechische Republik)
- 1999 in Paris (Frankreich)
- 2002 in Moskau (Russische Föderation)
- 2005 in Bonn (Deutschland)
- 2008 in Krakau (Polen)
- 2011 in Lissabon (Portugal)
- 2014 in Den Haag (Niederlande)
- 2017 in Istanbul (Türkei)
- 2021 in der tschechischen Republik (als Online-Meeting)
- 2024 in Israel

### Präsidium
Das Präsidium besteht gemäß Satzung aus acht Mitgliedern. Vier ex-officio Mitglieder: den Präsidenten der ORKB, die die zwei letzten ordentlichen Kongresse ausgerichtet haben, dem Präsidenten der ORKB, die die nächste ordentliche Sitzung des Kongresses ausrichten soll und dem Generalsekretär der EUROSAI und vier Mitgliedern, die vom Kongress für einen Zeitraum von sechs Jahren gewählt wurden, (zwei dieser Mitglieder werden alle drei Jahre neu gewählt) und Beobachter.

### Sekretariat
Der Rechnungshof Spaniens, wo sich der Sitz der Organisation befindet, übt zugleich auch die Funktion des Sekretariats der EUROSAI aus.

## Strategischer Plan
Der VIII. EUROSAI-Kongress in Lissabon hat den 1. strategischen Plan verabschiedet. Er gilt für die Jahre 2011–2017 und definiert Aufgabe (Mission), Leitbild (Vision) und Werte:
- Aufgabe: EUROSAI ist die Organisation der Obersten Rechnungskontrollbehörden in Europa. Sie fördert die innergemeinschaftliche Zusammenarbeit zur Stärkung der staatlichen Finanzkontrolle in Europa und unterstützt so die Tätigkeit der INTOSAI.
- Leitbild: EUROSAI fördert verantwortungsbewusstes Verwaltungshandeln sowie die öffentliche Rechenschaftslegung, Transparenz und Integrität. EUROSAI bietet einen flexiblen Rahmen für die Zusammenarbeit und die Mitglieder erhalten die erforderliche Unterstützung, damit ihre Aufgabenwahrnehmung höchsten Qualitätsansprüchen gerecht wird.
- Werte: Unabhängigkeit, Integrität, Professionalität, Glaubwürdigkeit, Einbeziehung, Zusammenarbeit, Innovation, Nachhaltigkeit, Achtung der Umwelt.

Der strategische Plan beruht auf vier strategischen Zielen, die die Anforderungen und Prioritäten der Organisation widerspiegeln:
- Ziel 1 – Auf- und Ausbau der Sachkompetenzen:Die Qualifizierung der Rechnungshöfe umfasst die Entwicklung von Fähigkeiten, Kenntnissen, Strukturen und Arbeitsweisen, die die Wirksamkeit einer Organisation erhöhen. Dabei wird auf vorhandenen Stärken aufgebaut, um Lücken zu schließen und Schwächen zu beheben. Ziel ist die Förderung angesehener, unabhängiger Rechnungshöfe mit hoher fachlicher Kompetenz.
- Ziel 2 – Fachliche Normen: Zur wirksamen Aufgabenerfüllung benötigen Rechnungshöfe zeitgemäße, sach- und bedarfsgerechte internationale Fachnormen. Ein solches Regelwerk wird von INTOSAI erarbeitet. EUROSAI konzentriert sich deshalb auf die Förderung der Anwendung der INTOSAI-Normen in Europa.
- Ziel 3 – Fachlicher Austausch: Zur Stärkung der staatlichen Finanzkontrolle, der Rechenschaftslegung, des verantwortungsbewussten Verwaltungshandelns (Good Governance) und der Transparenz in Europa, soll der Austausch von Fachkenntnissen, Informationen und Erfahrungen zwischen den Mitgliedern und mit externen Partnern gefördert werden.
- Ziel 4 – Führung und Kommunikation: Die wirksame und bedarfsgerechte Aufgabenerfüllung der EUROSAI erfordert ein geeignetes Organisationsmodell. Die Aufbau- und Ablauforganisation wurde gemäß den Grundsätzen verantwortungsbewussten Verwaltungshandelns und wirksamer Kommunikation gestaltet. Diese berücksichtigt außerdem die strategischen Ziele, die starke Einbeziehung der Mitglieder in die Tätigkeit der Organisation und stärkt die engen Beziehungen zwischen allen an der Umsetzung des Strategischen Plans beteiligten Organen der EUROSAI.